# Mu Us

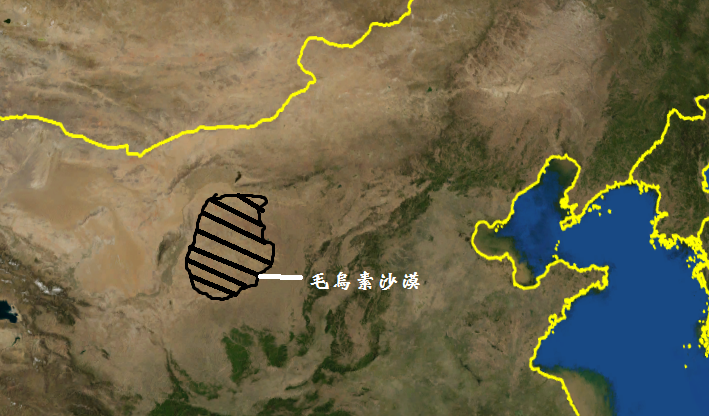
Zasięg

Mu Us (chiń. upr. 毛乌素沙漠; chiń. trad. 毛烏素沙漠; pinyin Máowūsù Shāmò) – pustynia na wyżynie Ordos w Chinach o powierzchni 38 940 km², znajdująca się pod silną presją środowiskową człowieka i jego aktywności rolniczej. Często uznawana za pustynię antropogeniczną, powstałą wskutek 2000 lat ludzkiej aktywności, jednak jej powstanie przypisuje się także zmianom klimatycznym. Okresami nasilającego się pustynnienia były epoki średniej i późnej dynastii Tang (ok. 800 r. n.e.) i dynastii Ming (ok. 1500–1600). Na skutek prowadzonej od lat 1950. działalności pustynia zanika, w wyniku postępującego procesu zalesiania jej powierzchnia zmniejszyła się o 93%.